# Ли Чиџен
Ли Чиџен(енгл. Li Shih-chen) познат и као Донгби (Ћиџоу, 3. јул 1518  — 1593) био је кинески акупунктуриста, травар, природњак, фармаколог, лекар и писац из периода династије Минг  (1368–1644). Аутор је капиталног 27-годишњег дела Bencao Gangmu (енгл. Compendium of Materia Medica) и још 11 књига. Аутор је неколико метода за класификацију биљних компонената и лекова за лечење болести заснованих на методама традиционалне кинеске медицине.
Остаће  запамжен по томе што је  у свом капиталном делу  Bencao Gangmu Ли Чиџен је приказао 1.892 медикамената, са детаљним описом  више од 1.800 лекова (који су коришћени у оквиру традиционалне кинеска медицина), укључујући 1.100 илустрација и 11.000 рецепата. Такође је описао 1.094 биљака, и за сваку од њих приказао врсту којој припада, облик, укус, природу и примену у лечењу болести. Књига је преведена на неколико светских језика. Књига је обухватала разне сродне предмете као што су ботаника, зоологија, минералогија и металургија. До данас је сачувано шест оригиналних издања овог дела. Један примерак се налази у америчкој Конгресној библиотеци, два у Кини и три у Јапану (други примерци уништени су током Другог светског рата). Током векова је направљено је неколико нових издања и бројни превода, а као фармацеутска материја медика у Кини није замењен све до 1959. године (више од 400 година након првог објављивања).

## Живот и каријера
Рођен је у Кини у данашњем Ћиџоу, Qichun County, Hubei, 3. јула 1518. годинеу време владавине династије Минг. Растао је и образовао се под утицајем новоконфуцијанских веровања у том историјском раздобљу, и под утицајем свога оца традиционалног кинеског лекар и научник који је написао неколико утицајних књига.
Подстакао од свог да тражи владину функцију, Ли је полагао државни испит за државну службу три пута, али након што је пао на сваком од тих испита, окренуо се медицини. У 78. години отац га је узео за асистента. Када је имао 38 година Ли је као лекар излечио сина принца Чуа и позван је да буде службеник. Неколико година након тога, добио је владину функцију, помоћника председника на Царском медицинском институту у Пекингу. Међутим, иако се високо попео на друштвену лествицу, као што је првобитно желео његов отац, годину дана касније, напушта ову функцији и враћа се у лекарство.
Док је био на положају у влади, Ли је могао да прочита многе ретке медицинске књиге, и често исправља неке грешке и опречне информације пронађене у овим медицинским публикацијама. Убрзо је започео и са писањем књиге Bencao Gangmu како би сакупио тачне информације са логичким системом организације.  Мали део писања књиге засновао је на другим делима која су написана неколико стотина година раније;Jingshi Zhenglei Beiji Bencao (Ching-hsih Cheng-lei Pei-chi Pen-tsao; "Classified Materia Medica for Emergencies"),  која је, за разлику од многих других књига, имала формуле и рецепте за већину уноса. Током писања  Bencao Gangmu, Ли је доста путовао и прочитао преко 800 књига.
Писање Bencao Gangmu трајало је 27 година, што је подразумевало и три ревизије. Иронично је што је писање књиге наводно нарушило његово здравље. Говорило се да је десет година заредом боравио у затвореном простору током писања Bencao Gangmu.  Након што  је завршио писање књиге, те исте године његов пријатељ је  објавио да је Ли преминуо“, пре него што је доживо да књига званично буде објављена, а цар Минг у то време јој је поклањао јако мало пажње.
Преминуо је у 75 години живота, 1593. године. Њему у част назван је минерал личиџенит (李时珍石),  описан 1990. године.

## Дело
Поред  књиге Bencao Gangmu, Чиџен је написао још једанаест књига,  укључујући и ова дела: 
- Binhu Maixue (Pin-hu Mai-hsueh; 瀕湖脈學; "Студија о пулсу")
- Qijing Bamai Kao (Chi-ching Pa-mai Kao; 奇經八脈考; "Испитивање осам додатних меридијана").[6]

Овај кинески научник из династије Минг (1368–1644) који је саставио изузетно утицајно дело традиционалне кинеске медицине, из области материје медике Compendium of Materia Medica , у коме је навео 1.892 лека и представио упутства за припрему око 11.000 рецепата.
Писање ове књиге коју је Ли Чиџен окончао 1578. године, мањим делом је била компилација других мањих дела исте врсте.
У потрази за исправкама грешака у претходним радовима, Ли је лековите биљке и супстанце у Bencao Gangmu-у јасно организоване и категорисао и уз сваки унос укључио је: 
- Информације о претходно лажној класификацији;
- Информације о секундарним именима, укључујући изворе имена;
- Прикупљена објашњења, коментари и цитати у хронолошком редоследу, укључујући порекло материјала, изглед, време сакупљања, медицински корисне делове, сличности са другим лековитим материјалима;
- Информације у вези са припремом материјала;
- Објашњење сумњивих тачака;
- Исправљање грешака;
- Укус и природу сваке биљке - супстанце;
- Набрајање главних индикација;
- Објашњење ефеката;

Књига садржи опис 1.094 биљака, 444 животињских и 275 минералних супстанци, укључујући и 374 које се нису до тада појавиле у другим радовима. Не само да је Ли навео и описао супстанце, већ је навео и рецепте за употребу (њих око 11.000 од којих 8 000 нису били добро познати). Ли је описао  и такве наизглед модерне процесе као што су дестилација и употреба живе, ефедрина, неких биљних уља, јода, па чак ток инокулације великих богиња. Једно од три ревидиране издање овог дела обоваљених у 1600-има садржи и више од 1.160 илустрација, које  помажу бољем разумевању текста..

Да је Bencao Gangmu био капитални књижевни подухват, говоре чињенице да је Лијева библиографија обухватала готово 900 књига. Због своје величине књига није била лак за употребу, мада је била организован много јасније од осталих који су раније објављиване и у којима су биљке класификоване само према јачини, док их је Ли поделио на животињске, минералне и биљнее и у категорије према извору. Према наводима кинеског лекара Си Тана... 
...његове биљке су класификоване према станишту, попут воденог или стенског порекла, или према посебним карактеристикама, нпр. све биљке са слатким мирисом груписане су заједно.

## Галерија
- Биста Ли Чиџен у Пекиншком универзитету
- Биста Ли Чиџен у ботаничкој башти Qizhou, Hubei
- Зборник Матерја медика који је написао Ли Чиџен током кинеске династије Минг.